# Kimberly Peirce
Kimberly Peirce (Harrisburg, Pennsilvània, 8 de setembre de 1967) és una directora, guionista i productora de cinema estatunidenca, obertament lesbiana, principalment coneguda per la seva pel·lícula Boys Don't Cry (1999), que va suposar el seu debut cinematogràfic. L'octubre de 2013 va estrenar-se Carrie, el remake de la pel·lícula de 1976 dirigida per Brian de Palma, i basada en la novel·la homònima de Stephen King.

## Orígens
Tot i néixer a Harrisburg, quan tenia tres anys la família es va mudar a Nova York, i quan en tenia onze a Miami (Florida). Mentre estudiava a la Universitat de Chicago va marxar a viure a Kobe (Japó) durant dos anys, on va treballar com a fotògrafa i donant classes d'anglès; posteriorment va tornar a Nova York, on va seguir treballant de fotògrafa per la revista Time, abans de tornar a la Universitat de Chicago per llicenciar-se en literatura anglesa i japonesa. Finalment, va estudiar a la Universitat de Colúmbia per aconseguir un màster en cinema.

## Projecció audiovisual
Durant els seus estudis de cinema va rodar el curtmetratge The Last Good Breath, que va arribar a projectar-se al Festival Internacional de Cinema de Locarno. En aquella època va llegir un article sobre la història de Brandon Teena, un adolescent transgènere de Lincoln (Nebraska) que va ser violat i assassinat. Deixant el projecte de la seva tesi de banda, Peirce va anar a Falls City (Nebraska) a entrevistar les persones que es van relacionar amb Teena i assistir al judici. Fruit d'aquella investigació en va sortir un curtmetratge, que va resultar nominat al Premi Princess Grace i que li va fer obtenir a Peirce una beca Astrea Production.
Quan la productora cinematogràfica Christine Vachon va veure el curt, totes dues van començar a treballar en la versió llarga de la història, preparant la pel·lícula Boys Don't Cry. Peirce va aconseguir una beca de la New York Foundation for the Arts, i amb l'ajuda del Filmmakers, Writers and Producers Labs de l'Institut de Sundance va poder completar la pel·lícula el 1999.
Aquesta va esdevenir una de les més aclamades de l'any, i va inaugurar els festivals de cinema de Venècia, Toronto i Nova York, aconseguint diversos guardons, d'entre els quals destaca l'Oscar i el Globus d'Or a la millor actriu que es va endur la seva protagonista, Hilary Swank, mentre que Chloë Sevigny va estar nominada a l'Oscar i al Globus d'Or a la millor actriu secundària. Peirce va guanyar el premi al millor director novell, atorgat per la National Board of Review, i el de millor nou cineasta, concedit per la Boston Society of Film Critics. La pel·lícula va aconseguir també el Premi Internacional de la Crítica a la millor pel·lícula, tant al Festival de Londres com al d'Estocolm, el premi de la Fundació Satyajit Ray a la millor pel·lícula de debut; la crítica de cinema de The New York Times Janet Maslin la va catalogar com la "millor pel·lícula estatunidenca", i Roger Ebert, del Chicago Sun-Times la va puntuar amb quatre estrelles, la seva màxima qualificació.
L'any 2005, inspirant-se en històries reals de soldats estatunidencs, inclosa la del seu propi germà, que tornaven a casa després d'haver lluitat a la guerra d'Iraq, Peirce va començar a treballar en Stop-Loss, viatjant pel país per a entrevistar soldats sobre les seves experiències. La pel·lícula va estrenar-se el 2008; va rebre bones crítiques, i Peirce va obtenir els premis de direcció Hamilton Behind the Camera True-Grit i Andrew Sarris.
Posteriorment va dirigir Carrie, estrenada el 2013, i que és un remake de la cinta de terror homònima, de 1976. La seva versió presenta l'actriu Chloë Grace Moretz en el paper de la protagonista i Julianne Moore com a mare d'aquesta.

## Filmografia
| Any  | Títol                | Com a     | Com a     | Com a      | Notes                          |
| Any  | Títol                | Directora | Guionista | Productora | Notes                          |
| ---- | -------------------- | --------- | --------- | ---------- | ------------------------------ |
| 1994 | The Last Good Breath | Sí        | Sí        |            | Curtmetratge                   |
| 1995 | Boys Don't Cry       | Sí        | Sí        |            | Curtmetratge                   |
| 1999 | Boys Don't Cry       | Sí        | Sí        |            |                                |
| 2006 | The L Word           | Sí        |           |            | Sèrie de televisió. 1 episodi. |
| 2008 | Stop-Loss            | Sí        | Sí        | Sí         |                                |
| 2013 | Carrie               | Sí        |           |            |                                |